# 奈良の春日野
「奈良の春日野」（ならのかすがの）は、1965年9月15日に日本ビクター（音楽レコード事業部。現・ビクターエンタテインメント〈二代目〉）から発売された吉永小百合の楽曲。作詞は佐伯孝夫、作曲は大野正雄。
1986年・1987年にフジテレビ『森田一義アワー 笑っていいとも!』『オレたちひょうきん族』の番組放映中、奈良県奈良市出身の明石家さんまがギャグとして取り上げたことから大きな話題になった。
歌詞のワンフレーズから「鹿のフン」（しかのふん）の通称で呼ばれることもある。

## 楽曲の概要
吉永が歌ったこの曲は、元々1965年9月15日に発売されたシングルレコード「天満橋から」（てんまんばしから、同年の『第16回NHK紅白歌合戦』出場歌）のB面に収録された曲であった。歌詞の内容は、「奈良の春日野の芝生に座ったら鹿の糞が落ちていた」「鹿に梅干しをやったら、匂いを嗅いだだけで去っていった」「東大寺の僧侶達も春の陽気に眠気を誘われているようだ」というものである。奈良を象徴する事物として鹿の糞を用いた芸術作品としては過去にも正岡子規の句があり、作詞者の佐伯が子規の句を知ったうえでこの曲を書いた可能性も指摘されている。

## ヒット現象
曲は発表から20年以上が経過した以降も、関根勤と小堺一機がTBSラジオの深夜番組『スーパーギャング・コサキン無理矢理100%』で「コサキンソング」として採り上げたり、大阪・毎日放送（MBSラジオ）の人気番組『MBSヤングタウン』金曜日（当時は谷村新司、ばんばひろふみ、佐藤良子の3人が担当）の「覚えてますか」のコーナーで「青いゴムゾーリ」（バーブ佐竹）、「宇宙旅行の渡り鳥」（小林旭）とともに紹介されたりと、一部ではあるが曲の存在は認知されていた。
しかし1987年に奈良市出身の明石家さんまがギャグとして取り上げたことで、曲は大きな注目を集めることとなった。きっかけは1987年1月23日、フジテレビの昼の人気番組『笑っていいとも!』で、金曜日の定番コーナーだった、さんまとタモリのフリートーク「タモリ・さんまの日本一のサイテー男」コーナーに「このような吉永さんの曲があるのをご存知ですか？」という内容の投書が寄せられ、曲がかけられたことである。吉永のファン「サユリスト」としても有名なタモリは投書に対し「嘘つけ！小百合ちゃんがそんな歌を唄うはずは無い!!」と憤っていたが、その後実際に吉永が歌唱するレコードが流れるのを聴くと、さすがにタモリは吃驚仰天し落胆したかのような反応をみせた。それを尻目に勢い付いたのがさんまで、逆にタモリに食いついて面白がってみせた。視聴者からの反応も非常に大きかったため、件のコーナーにおいては翌週以降も暫く同曲の話題が続くこととなった。
やがてさんまはこの曲の「振り」を自ら考案。『いいとも!』の件のコーナーで披露しただけでなく、当時土曜日の夜放映でフジテレビの人気番組であった『オレたちひょうきん族』の中でも流用されることになった。丁度この頃、本来はビートたけしとさんまの2人が中心となって盛り上げるコーナーであった「THE TAKECHANMAN」が、フライデー襲撃事件に伴うたけしの謹慎（活動自粛）によって休止を余儀なくされ、その埋め合わせに試行錯誤を重ねていた時期でもあった。さんまと渡辺正行が鹿の着ぐるみに入って登場し、若草山が描かれた書割などをバックに、曲のメロディに合わせた振りを踊り、場を盛り上げるというもので、これは「鹿フン踊り」などと呼ばれ、「ひょうきん族」においても定番化した。忌野清志郎と泉谷しげるが「俺たちも（踊りに）混ぜろ」と言わんばかりに、無理矢理に鹿の着ぐるみを身に付け乱入し、踊りの輪に加わったこともある。他局の番組でも取り上げられ、1987年2月には、テレビ朝日の音楽番組『ミュージックステーション』において「今夜突然鹿のフン」という企画が放送された。もちろん吉永本人が登場するはずもなく、このためだけに来た代役が、この曲をフルコーラスで唄ったものである。
1987年3月3日に、A面をこの曲に変更した形で、シングルレコードが再発売（ビクター音楽産業 SV-9237。ジャケット・デザインはオリジナル盤と同一）された。シングル盤再発売は吉永の許諾を得た上で行われ、この際には吉永も「自分も『ひょうきん族』を見て大笑いした」と好意的な反応を示したと伝えられたが、一方で吉永が「喜んでいるわけではない」と話しているとの情報も流れた。発売されたシングルの販売は好調で、10万枚を超える売り上げを記録した。
これに便乗する動きも見られた。地元奈良の相互銀行であった三栄相互銀行（後の奈良銀行）は1987年3月に行った新CI発表の際、この曲のレコードを顧客に無料配布した。大手玩具メーカーのトミー（現・タカラトミー）も「しかの運」と称した鹿の人形を発売した。有井製作所も曲をモチーフとしたプラモデルを発売。パッケージにはサングラスをかけたタモリ風の人物(むろん完全に無許可)が描かれていた。
後に「ひょうきん族」では、二匹目のどじょうを狙ってか、やはり吉永の歌による「草を刈る娘」という曲を取り上げた。しかし曲が地味で盛り上がりに欠けたのか、こちらは数週で終了している。